# Latosaari (ö i Kajanaland, Kehys-Kainuu, lat 65,01, long 27,47)
Latosaari är en ö i Finland. Den ligger i sjön Vähäjärvi och i kommunen Puolango i den ekonomiska regionen  Kehys-Kainuu  och landskapet Kajanaland, i den centrala delen av landet, 600 km norr om huvudstaden Helsingfors. Öns area är 0,6 hektar och dess största längd är 120 meter i öst-västlig riktning.